# Michael W. Wooley

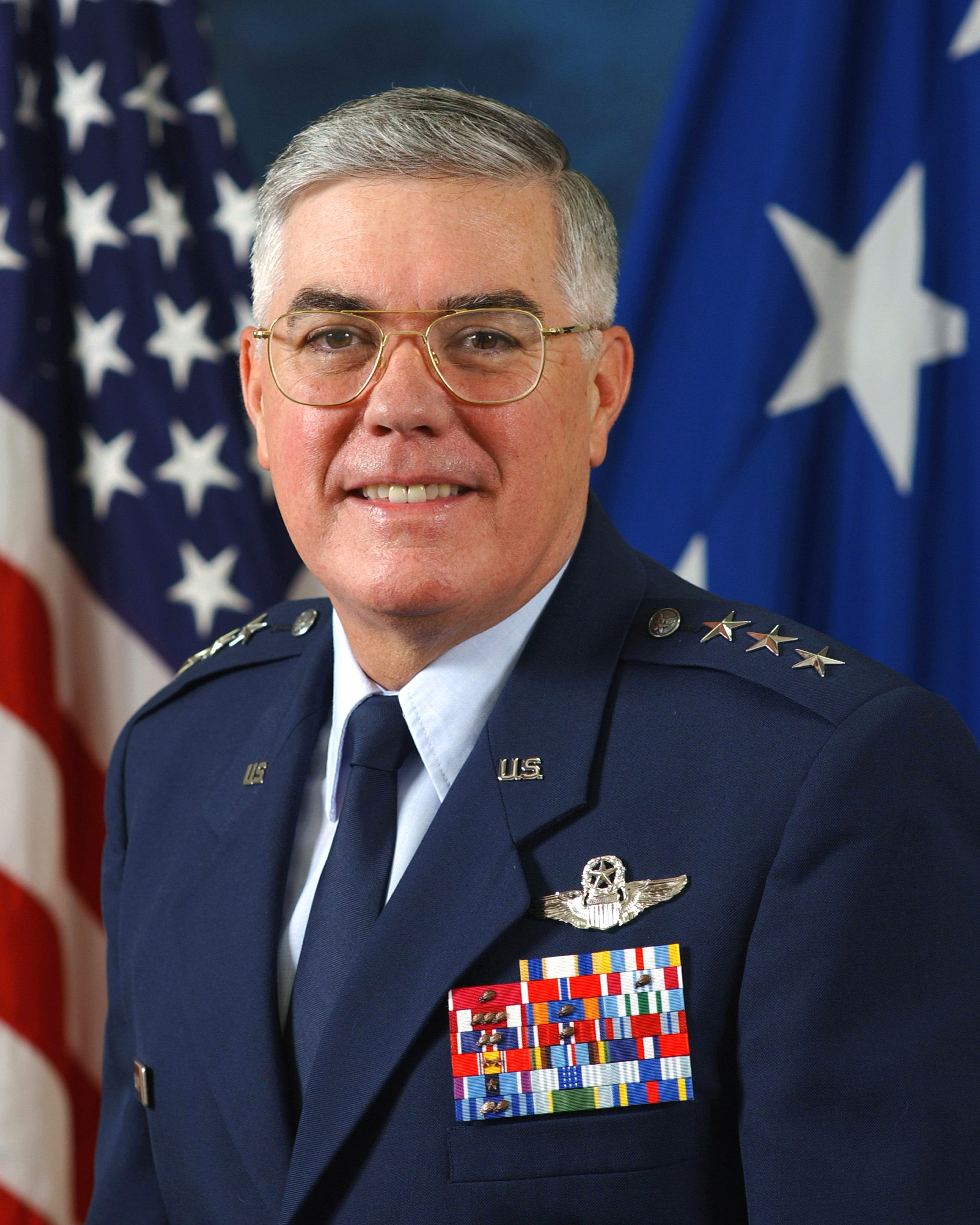
Michael W. Wooley

Michael W. Wooley (* um 1950) ist ein pensionierter Generalleutnant der United States Air Force. Er war unter anderem Kommandeur des Air Force Special Operations Command.

## Leben
Über die Officer Training School gelangte Michael Wooley im Jahr 1972 in das Offizierskorps des United States Air Force. Dort durchlief er anschließend alle Offiziersränge vom Leutnant bis zum Drei-Sterne-General.
Im Lauf seiner militärischen Karriere absolvierte er verschiedene Kurse und Schulungen. Dazu gehörten unter anderem eine Ausbildung zum Kampfpiloten und weitere Fortbildungskurse als Pilot neuer Flugzeugtypen; die Squadron Officer School per Fernkurs; das Air Command and Staff College; das Air War College und das Industrial College of the Armed Forces in Fort Lesley J. McNair in Washington, D.C. Außerdem erhielt er akademische Grade von der Northeast Louisiana State University, der Webster University und der Harvard Kennedy School.
In seinen frühen Jahren als Offizier der Luftwaffe war er an verschiedenen Stützpunkten in den Vereinigten Staaten stationiert. Dabei war er als Pilot, Flugausbilder oder Stabsoffizier bei unterschiedlichen Einheiten tätig. Dazwischen absolvierte er die erwähnten Schulungen. Als Stabsoffizier war er unter anderem im Hauptquartier der Air Force tätig. Zwischen August 1987 und Juli 1989 kommandierte er auf der Charleston Air Force Base in South Carolina die 17. Transportschwadron (17th Military Airlift Squadron).
Zwischen Juli 1992 und August 1994 war Michael Wooley als Oberst in Südkorea stationiert. Dort gehörte er dem Stab der United States Forces Korea an. Daran schloss sich eine Versetzung zur Scott Air Force Base in Illinois an, wo er zwischen August 1994 und November 1995 dem Stab des Air Mobility Command angehörte. Dort war er in der Abteilung des Generalinspekteurs tätig. Anschließend kehrte er zur Scott AFB zurück, wo er das Kommando über das 375. Transportgeschwader (375th Airlift Wing) übernahm, das er zwischen November 1995 und Mai 1997 innehatte.
Danach war er auf dem Hurlburt Field bis Juli 1998 stellvertretender Kommandeur des Air Force Special Operations Commands. Es folgte eine Versetzung nach Deutschland. Auf der Ramstein Air Base übernahm er das Kommando über das 86. Transportgeschwader (86th Airlift Wing). Gleichzeitig leitete er die Kaiserslautern Military Community. Diese Aufgaben bekleidete er bis zum Januar des Jahres 2000.
Zwischen Januar 2000 und Juni 2002 kommandierte Michael Wooley auf der Scott AFB das Tanker Airlift Control Center. Daran schloss sich eine Versetzung nach England an. Auf der dortigen Royal Air Force Base Mildenhall kommandierte er zwischen Juni 2002 und Juni 2004 die 3. Luftflotte (Third Air Force). Es folgte eine weitere Rückkehr zum Hurlburt Field in Florida. Am 1. Juli 2004 wurde er dort als Nachfolger von Paul V. Hester neuer Kommandeur des Air Force Special Operations Command. Dieses Amt übte er bis zum 26. November 2007 aus als Donald C. Wurster seine Nachfolge antrat. Wenig später schied er aus dem aktiven Militärdienst aus.
Während seiner aktiven Zeit als Militärpilot absolvierte er über 4400 Flugstunden auf verschiedenen Flugzeugtypen.

## Daten der Beförderungen
| Abzeichen | Rang               | Jahr               |
| --------- | ------------------ | ------------------ |
|           | Second Lieutenant  | 20. September 1972 |
|           | First Lieutenant   | 20. September 1974 |
|           | Captain            | 20. September 1976 |
|           | Major              | 3. Dezember 1980   |
|           | Lieutenant Colonel | 1. März 1986       |
|           | Colonel            | 1. November 1991   |
|           | Brigadier General  | 1. September 1997  |
|           | Major General      | 1. Oktober 2000    |
|           | Lieutenant General | 1. August 2004     |

## Orden und Auszeichnungen
Michael Wooley erhielt im Lauf seiner militärischen Laufbahn unter anderem folgende Auszeichnungen:
- Air Force Distinguished Service Medal
- Defense Superior Service Medal
- Legion of Merit
- Bronze Star Medal
- Air Medal
- Joint Service Commendation Medal
- Defense Meritorious Service Medal
- Meritorious Service Medal